# WTA Tour Championships 2004 – ženská dvouhra
Ženská dvouhra WTA Tour Championships 2004 probíhala v první polovině listopadu 2004, jakožto závěrečný turnaj ženské profesionální sezóny. Do singlové soutěže Turnaje mistryň, hrané v losangeleském Staples Center, nastoupilo osm nejlepších hráček v klasifikaci žebříčku WTA.
Obhájkyní titulu byla Belgičanka Kim Clijstersová, která se nekvalifikovala po dlouhodobém zranění zápěstí. Na turnaj se kvalifikovala belgická hráčka Justine Henin-Hardenneová, které start znemožnila cytomegalovirová infekce.
Vítězkou se stala šestá nasazená 17letá Ruska Maria Šarapovová, jež ve finále za 1.46 hodiny zdolala americkou turnajovou sedmičku Serenu Williamsovou po třísetovém průběhu 4–6, 6–2 a 6–4. V úvodu utkání si Američanka natáhla břišní sval. Postupně se její servis stal neúčinným, když jej musela zvolnit. V rozhodující sadě si přesto vypracovala vedení gemů 4–0, o které přišla a zápas prohrála. Utkání se hrálo před 11 397 diváky. Ruska tak zopakovala vítězství nad Williamsovou z finále Wimbledonu 2004. Jednalo se o její poslední výhru nad Američankou v kariéře, když profesionální dráhu ukončenou v únoru 2020 završila celkovým poměrem vzájemných zápasů 2–20.
Šarapovová se stala první ruskou finalistkou i šampionkou Turnaje mistryň a jako druhá tenistka v historii, právě po Williamsové z roku 2001, si trofej odvezla již při svém debutovém startu. V probíhající sezóně si připsala páté turnajové vítězství, které představovalo sedmý singlový titul na okruhu WTA Tour. Za výhru obdržela prémii jednoho milionu dolarů a 485 bodů do žebříčku WTA. Sezónu zakončila jako světová čtyřka a Williamsová na sedmém místě.
V předchozím průběhu turnaje Šarapovová zdolala vítězku US Open Světlanu Kuzněcovovou, šampionku French Open Anastasiji Myskinovou a podlehla světové dvojce Amélii Mauresmové.

## Nasazení hráček
1. Lindsay Davenportová (základní skupina)
2. Amélie Mauresmová (semifinále)
3. Anastasija Myskinová (semifinále)
4. Světlana Kuzněcovová (základní skupina)
5. Jelena Dementěvová (základní skupina)
6. Maria Šarapovová (vítězka)
7. Serena Williamsová (finále)
8. Věra Zvonarevová (základní skupina)

## Náhradnice
1. Venus Williamsová (nenastoupila)
2. Jennifer Capriatiová (nenastoupila)

## Soutěž
| Legenda                                                       |                                                                        |                                                   |
| - Q – kvalifikant - WC – divoká karta - LL – šťastný poražený | - Alt – náhradník - SE – zvláštní výjimka - PR/SR – žebříčková ochrana | - w/o – bez boje - r – skreč - d – diskvalifikace |

### Finálová fáze
|  | Semifinále | Semifinále           | Semifinále         | Semifinále | Semifinále |   |                   | Finále           | Finále | Finále | Finále | Finále |
|  |            |                      |                    |            |            |   |                   |                  |        |        |        |        |
|  | 3          | Anastasija Myskinová | 6                  | 2          | 2          |   |                   |                  |        |        |        |        |
|  | 6          | Maria Šarapovová     | 2                  | 6          | 6          |   |                   |                  |        |        |        |        |
|  | 6          | Maria Šarapovová     | 2                  | 6          | 6          |   | 6                 | Maria Šarapovová | 4      | 6      | 6      |        |
|  |            |                      |                    |            |            |   | 6                 | Maria Šarapovová | 4      | 6      | 6      |        |
|  |            | 7                    | Serena Williamsová | 6          | 2          | 4 |                   |                  |        |        |        |        |
|  | 2          | 7                    | Serena Williamsová | 6          | 2          | 4 | Amélie Mauresmová | 6                | 62     | 4      |        |        |
|  | 2          |                      |                    |            |            |   | Amélie Mauresmová | 6                | 62     | 4      |        |        |
|  | 7          | Serena Williamsová   | 4                  | 7          | 6          |   |                   |                  |        |        |        |        |

### Černá skupina
|   |                      | Mauresmo | Kuzněcova | Šarapova | Zvonareva | Zápasy | Sety | Hry   | Pořadí |
| 2 | Amélie Mauresmová    |          | 6–3, 6–2  | 7–5, 6–4 | 6–0, 6–1  | 3–0    | 6–0  | 37–15 | 1.     |
| 4 | Světlana Kuzněcovová | 3–6, 2–6 |           | 1–6, 4–6 | 6–2, 6–4  | 1–2    | 2–4  | 22–30 | 3.     |
| 6 | Maria Šarapovová     | 5–7, 4–6 | 6–1, 6–4  |          | 6–4, 7–5  | 2–1    | 4–2  | 34–27 | 2.     |
| 8 | Věra Zvonarevová     | 0–6, 1–6 | 2–6, 4–6  | 4–6, 5–7 |           | 0–3    | 0–6  | 16–37 | 4.     |

### Červená skupina
|   |                      | Davenport     | Myskina       | Dementěva     | Williams      | Zápasy | Sety | Hry   | Pořadí |
| 1 | Lindsay Davenportová |               | 6–7(5–7), 4–6 | 6–0, 6–1      | 3–6, 7–5, 6–1 | 2–1    | 4–3  | 38–26 | 3.     |
| 3 | Anastasija Myskinová | 7–6(7–3), 6–4 |               | 6–3, 6–3      | 6–4, 3–6, 4–6 | 2–1    | 5–2  | 38–32 | 1.     |
| 5 | Jelena Dementěvová   | 0–6, 1–6      | 3–6, 3–6      |               | 6–7(3–7), 5–7 | 0–3    | 0–6  | 18–38 | 4.     |
| 7 | Serena Williamsová   | 6–3, 5–7, 1–6 | 4–6, 6–3, 6–4 | 7–6(7–3), 7–5 |               | 2–1    | 5–3  | 42–40 | 2.     |